# Field Glacier
Field Glacier är en glaciär i Antarktis. Den ligger i Västantarktis. Argentina, Chile och Storbritannien gör anspråk på området. Field Glacier ligger 322 meter över havet.
Terrängen runt Field Glacier är bergig åt nordost, men åt sydväst är den kuperad. Field Glacier ligger nere i en dal.  Trakten är obefolkad. Det finns inga samhällen i närheten.